# حاجز ثانوي
الحاجز الثانوي (بالإنجليزية: Septum secundum)‏ هو حاجز يبدأ في النمو في قلب الجنين بين الأذينين بعد اكتمال نمو الحاجز الأولي (بالإنجليزية: Septum premum)‏.
والحاجز الثانوي هلاليّ الشكل، ينمو لأسفل نازلا من الجدار العلوي للأذين، على اليمين مباشرة من الحاجز الأولي و الفوهة الثانوية ، ويستمر في النمو حتى يصل إلى وسادة الشغاف.
بعد وقت قصير من الولادة يلتئم الحاجز الثانوي مع الحاجز الأولي مكوّنين معاً الحاجز الأذيني، وبذلك تنغلق الثقبة البيضوية ، ولكن الالتئام قد لا يكتمل في بعض الأحيان فيبقى الجزء العلوي من الثقبة مفتوحاً.
و تدل الحفرة البيضوية على حافة الحاجز الثانوي.

## وصلات خارجية
- Overview at um.edu.mt
- Diagram at lww.com [وصلة مكسورة]
- LoyolaMedEd  Atrial Partitioning